# SuperClásico (película)
SuperClásico es una película de comedia romántica danesa que se filmó en Buenos Aires durante 2010, y estrenada durante el mes de marzo en 85 salas de Dinamarca. Se trata de una comedia dramática que cuenta la historia de una mujer danesa representante de jugadores de fútbol, que viaja a la Argentina a comprar jugadores; allí se enamora de un jugador y decide quedarse con él. Cierto día, su marido, abandonado en Dinamarca, decide venir a recuperarla. Y al llegar a Buenos Aires, termina descubriendo una ciudad que lo apasiona con el tango, el asado, el fútbol, sus vinos, etcétera.

## Sinopsis
Superclásico nos cuenta en clave de comedia la historia de Christian (Anders W. Berthelsen), un danés de 40 años que viaja a Buenos Aires junto a su hijo Oscar con la intención de recuperar a su mujer Anna (Paprika Steen), que les abandonó un año atrás para convertirse en la novia y representante de un famosísimo futbolista argentino de Boca Juniors. La excusa de Christian será que quiere firmar los papeles del divorcio, aunque su intención sea la contraria. Sin embargo sus planes se verán trastocados debido a una serie de enredos y acontecimientos inesperados.

## Elenco
- Anders W. Berthelsen como Christian.
- Paprika Steen como Anna.
- Sebastián Estevanez como Juan Díaz.
- Adriana Mascialino como Fernanda.
- Jamie Morton como Oscar.
- Dafne Schilling como Verónica.
- Victoria Bargués como Mamá de Verónica.
- Miguel Dedovich como  Mendoza.

## Premios y nominaciones
Nominada en las categorías de Mejor Película, Mejor Actor (Anders W. Berthelsen) y ganadora en la categoría Mejor Actriz de Reparto (Paprika Steen) en la 65.ª Edición de los Premios Bodil.
La película además contó con diez candidaturas a los Premios Robert, los premios de la Academia de cine danesa equivalente a los Goya españoles.
Además de esas nominaciones, fue una de las nueve películas preseleccionadas como candidatas al Oscar 2012 a mejor película en idioma extranjero.